# هیروکی کوتانی
هیروکی کوتانی (ژاپنی: 小谷 光毅؛ زادهٔ ۲۵ آوریل ۱۹۹۳) یک بازیکن فوتبال اهل ژاپن است.
از باشگاه‌هایی که در آن بازی کرده‌است می‌توان به باشگاه فوتبال ایواته گرولا موریوکا و باشگاه فوتبال بلاوبلیتز آکیتا اشاره کرد.